# سگ‌ماهیان جویباری
سگ‌ماهیان جویباری (Balitoridae) نام عمومی خانوده‌ای از ماهیان آب شیرین(River loaches) از راسته کپورماهیان (Cypriniformes)می باشد. قریب به 248 گونه ماهی از 31 جنس مختلف در این خانواده جای دارد.